# Torila
Torila is een plaats in de Estlandse gemeente Peipsiääre, provincie Tartumaa. De plaats heeft de status van dorp (Estisch: küla) en telt 51 inwoners (2021).
Tot in oktober 2017 behoorde Torila bij de gemeente Alatskivi. In die maand werd Alatskivi bij de gemeente Peipsiääre gevoegd.
De plaats ligt ten westen van het stadje Kallaste.

## Geschiedenis
Torila werd in 1582 voor het eerst genoemd onder de naam Thoryl. In de 19e eeuw waren er drie dorpen die Torila heetten, van noord naar zuid Mets-Torila, Suur-Torila en Väike-Torila (Bos-, Groot- en Klein-Torila). In 1977 werden ze samengevoegd tot één dorp.

## Geboren in Torila
- Eduard Tubin (1905-1982), componist.